# Земенцкая, Элеонора
Элеонора Земенцкая (пол. Eleonora Ziemięcka, урождённая Гагаткевич, пол. Gagatkiewicz; 1819 — 23 сентября 1869, Варшава) — польский публицист, популяризатор философии, деятельница женского движения.
Посвятив себя занятиям философией, Земенцкая стремилась, главным образом, примирить веру с разумом. Это стремление особенно ярко выразились в первом труде «О filozofii», напечатанном в «Bibliot. Warszaw.», 1841, где автор смело выступил против системы Гегеля. Для пропаганды своих идей Земенцкая в том же году основала журнал «Pielgrzym», который, однако, мог существовать только благодаря поддержке со стороны Крашевского, Головинского и др. и в 1846 прекратил издаваться. В дальнейшем Земенцкая опубликовала книги «Мысли о женском образовании» (пол. «Myśli о wychowaniu kobiet»; Варшава, 1843), «Очерки католической философии» (пол. «Zarysy filozofii katolickiej»; Бреславль, 1857) и ряд других трудов. В 1864 г. она предприняла издание книжной серии «Курс высших наук для женщин» (пол. «Kurs nauk wyższych dla kobiet»), которое ограничилось, однако, руководствами по психологии и эстетике. Земенцкая пробовала свои силы и в беллетристике.

## Литература

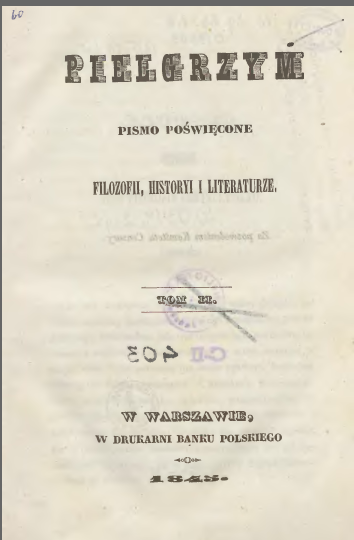
Журнал Pielgrzym (Пилигрим), под редакцией Земенцкой